# بولي فاينيل الكحول
بولي فاينيل الكحول (PVOH, PVA, PVAl) هو مبلمر اصطناعي منحل في الماء. وله الصيغة [CH2CH(OH)]n. ويستخدم في صناعة الورق، وفي صناعة النسيج والتغطية. وهي مادة بيضاء لا رائحة لها. تباع بشكل حبيبات أو بشكل محاليل مائية.

## الاستخدامات
أسيتال عديد الفاينيل: تحضر بتفاعل الألدهيدات مع كحول عديد الفاينيل. عديد الفاينيل بوتيرال [الإنجليزية] وعديد الفاينيل الفورمال [الإنجليزية] هي أمثلة لهذه العائلة من المبلمرات. فهي محضرة من كحول عديد الفاينيل بتفاعلها مع بوتير ألدهيد والفورمالدهيد تباعًا. وتحضير عديد الفاينيل بوتيرال هو أكبر استخدام لكحول عديد الفاينيل في الولايات المتحدة وأوربة الغربية.
يستخدم كحول متعدد الفاينيل كمساعد كوثرة بالاستحلاب [الإنجليزية]، كغرواني واقي، لتحضير مستعلق أسيتات عديد الفاينيل. وأكبر سوق لهذا التطبيق في الصين. وفي اليابان فإن أكبر استخدام له هو في إنتاج ألياف فاينيلون [الإنجليزية]
وتتضمن الاستخدامات الأخرى لكحول عديد الفاينيل:
- لاصق للورق مع حمض البوريك في لف الأنابيب الحلزونية وإنتاج الألواح الصلبة.
- مثخن ومعدل في أصماغ أسيتات عديد الفاينيل
- عامل تبويش النسيج
- تغطية الورق وrelease liner [الإنجليزية]
- فيلم منحل في الماء مفيد في التغليف. ومثال عليه الظرف الحاوي على مسحوق الغسل في "liqui-tabs".
- رقاقة داعمة بلاستيكية متحللة حيويًا في المنتجات الصحية النسائية ومنتجات سلسل البول للبالغين.
- حاجز لثنائي أكسيد الكربون في قناني البوليستر.
- فيلم في تقنية الطباعة بالنقل المائي [الإنجليزية]
- يستخدم في قطرات للعين (مثل الدموع الاصطناعية لمعالجة جفاف العيون) ومحلول مزلق للعدسات اللاصقة القاسية
- ألياف PVA في تدعيم الخرسانة
- مادة خام لنترات عديد الفاينيل. فهو إستر لحمض النتريك وكحول عديد الفاينيل.
- فاعل بالسطح لتشكيل حبيبات نانوية مغلفة بالمكثور.
- في تصنيع القفازات الحامية المقاومة للمواد الكيميائية.
- عندما يخلط مع اليود، يمكن للـ PVA أن يستخدم لاستقطاب الضوء.
- يستخدم كعامل إصمام في العمليات الطبية.
- يستخدم في الطباعة ثلاثية الأبعاد كمادة داعمة للهيكل بحيث يمكن إذابتها لاحقًا.
- يستخدم في الدهانات المائية بكافة انواعها كمادة رابطة .

### صيد السمك
يستخدم PVA استخدامًا كبيرًا في صيد السمك (هواية) [الإنجليزية] في الماء العذب. تملأ حقائب صغيرة من مادة PVA بطُعم السمك الجاف أو الزيتي وتعلق بالخطاف، أو يوضع الخطاف بكامله داخل المحفظة ثم ترمى في الماء. عندما تصل المحفظة إلى قاع البحيرة أو النهر تتحطم تاركة الخطاف محاطًا بالطعم مما يجلب السمك إليها.

## طالع أيضًا
- أسيتات عديد الفاينيل
- أسيتات الفاينيل
- بولي فاينيل بوتيرال
- نترات عديد الفاينيل

## وصلات خارجية
- MSDS
- مدرجة كمادة لدائنية وفقًا لجمعية صناعة اللدائن نسخة محفوظة 21 أغسطس 2008 على موقع واي باك مشين.
- "Slime" recipe
- تشكيل طبقات PVA على قناني البوليستر
- مقدمة إلى استخدام PVA في اصطياد سمك الشبوط
- تطبيقات PVA Mowiol
- مواصفات PVA Mowiol
- استخدامات كحول عديد الفاينيل